# Lyski (gemeente)
De gemeente Lyski is een landgemeente in het Poolse woiwodschap Silezië, in powiat Rybnicki.
De zetel van de gemeente is in Lyski.
Op 30 juni 2004 telde de gemeente 8904 inwoners.

## Oppervlakte gegevens
In 2002 bedroeg de totale oppervlakte van gemeente Lyski 57,83 km², waarvan:
- agrarisch gebied: 53%
- bossen: 36%

De gemeente beslaat 25,74% van de totale oppervlakte van de powiat.

## Demografie
Stand op 30 juni 2004:
| Omschrijving                   | Totaal | Totaal | Vrouwen | Vrouwen | Mannen | Mannen |
| ------------------------------ | ------ | ------ | ------- | ------- | ------ | ------ |
| eenheid                        | aantal | %      | aantal  | %       | aantal | %      |
| inwoners                       | 8904   | 100    | 4537    | 51      | 4367   | 49     |
| bevolkingsdichtheid (inw./km²) | 154    | 154    | 78,5    | 78,5    | 75,5   | 75,5   |

In 2002 bedroeg het gemiddelde inkomen per inwoner 1309,7 zł.

## Administratieve plaatsen (sołectwo)
Adamowice, Bogunice, Dzimierz, Lyski, Nowa Wieś, Pstrążna, Raszczyce, Sumina, Zwonowice, Żytna.

## Aangrenzende gemeenten
Gaszowice, Kornowac, Kuźnia Raciborska, Nędza, Racibórz, Rybnik